# 同乐街道 (滁州市)
同乐街道是中华人民共和国安徽省滁州市南谯区下辖的一个街道办事处。2020年3月，撤销龙蟠社区管理服务中心，设立龙蟠街道、同乐街道、银花街道。

## 行政区划
同乐街道下辖以下村级行政区划单位：
万桥社区、担子社区、阳明社区、花园社区、东坡社区。